# Tajahones
Tajahones es una  variedad cultivar de ciruelo (Prunus domestica) Esta ciruela está cultivada tradicionalmente en la sierra norte de Madrid Comarca Lozoya Somosierra, en Puebla de la Sierra. Se está cultivando en el vivero de "La Troje" "Asociación sembrando raíces, cultivando biodiversidad", donde cultivan variedades frutícolas y hortícolas de la herencia para su conservación y recuperación de su cultivo. Así mismo está cultivado en el IMIDRA- Banco de Germoplasma de Variedades Tradicionales de Frutales de la Comunidad de Madrid (Finca La Isla).

## Sinónimos
- “Tajones“.[5]

## Historia
Se piensa que la especie Prunus domestica es un híbrido entre 'P. spinosa' y 'P. cerasifera', originaria del Cáucaso y el suroeste asiático (Masefield et al. 1980; López González 2002). Dentro de esta especie se incluyen las variedades de más antigua difusión en Europa, ya que su cultivo se desarrolló principalmente en los Balcanes y países mediterráneos (Waugh 1910). La especie P. insititia ha sido considerada por algunos autores subespecie de P. domestica (Prunus domestica subsp. insititia) debido a su parecido con ésta (López González 2002).
'Tajahones' tiene arraigado su cultivo en la Sierra Norte de Madrid, en Puebla de la Sierra, creemos que se trata, al igual que los caburrios, de una variedad muy antigua, bien domesticada en Puebla de la Sierra o bien traída hace siglos y que se ha asilvestrado en los alrededores del pueblo. Se ha conservado en cultivo por ser muy productiva.
Es probable que se trate de una variedad muy antigua, quizás domesticada en la zona. Los lugareños consideran esta variedad, junto con los Caburrios, los únicos. . .

“puros de la tierra, los demás son traídos”
(Carlos Eguía).

Se utilizaban como setos en los huertos y linares.

## Características
El ciruelo de la variedad 'Tajahones' es un arbolillo espinoso, de porte alto, no vecero, con hojas alargadas. Sensible a plagas y
enfermedades, con tendencia a desarrollar gomosis “cría mucha miel de lagarto”.
la floración en los meses de marzo y abril.
La variedad de ciruela 'Tajahones' tiene un fruto de tamaño de calibre mediano, y forma alargada, con la piel de color negro azulado que se torna más oscuro en la madurez. Su sabor no es muy valorado “es más ácido que el caburrios”.
A pesar de tener espinas, esta variedad tiene frutos con hueso aplanado del que se separa fácilmente la pulpa, característica típica de 'P. domestica', por lo que pudiera tratarse de un híbrido entre esta especie y 'P. insititia'.
Maduración temprana, maduran en agosto y una vez maduros aguantan 7 días en el árbol.

## Cultivo
Los ciruelos tradicionalmente no se injertaban. Las variedades presentes son multiplicadas de forma vegetativa, trasplantando los chupones que brotan de las raíces, o de forma sexual, a través de semilla.
La producción estaba tradicionalmente orientada al autoconsumo, salvo en Puebla de la Sierra que se llevaban a vender a otros pueblos de la comarca. Algunas variedades del Valle Alto de Lozoya se hacían pasas y de esta forma se alargaba la conservación. 

“Ahora las ciruelas se agusanan, antes no. Antes no se curaba nada, pero estaba todo labrao”.
(Saturnino, Robledillo de la Jara).

Autofértil, es una muy buena variedad polinizadora de todos los demás ciruelos.

## Usos
Tradicionalmente su consumo en crudo.  
También se llevaban a Madrid para venderlas en las confiterías de la Plaza de la Cebada.

“Las ciruelas que se caen se hacen pasas bajo los árboles. Los pastores llevaban al ganado (cabras, cerdos) a comérselas.”
(Ana Lleida Añón).